# Анциранана (провинция)
Анцира́нана (малаг. Antsiranana) — провинция Мадагаскара с территорией 43 046 км² и населением 1 188 425 человек (июль 2001). Административный центр — город Анциранана.

## География
Провинция находится на севере острова. На юге граничит с провинциями Туамасина и Махадзанга. На юге провинции на полуострове Масуала находится крупнейший наМадагаскаре национальный парк «Масуала», на севере — национальный парк «Монтань-д’Амбр».

## Административное деление
Административно подразделяется на 2 района, которые в свою очередь делятся на 9 округов:
|  | - Диана - 1. Амбандза - 2. Амбилубе - 5. Анциранана (сельский) - 6. Анциранана (городской) - 7. Нуси-Бе - Сава - 3. Андапа - 4. Анталаха - 8. Самбава - 9. Ихарана |